# Staydom
Staydom – drugi single album południowokoreańskiej grupy STAYC, którego głównym utworem jest „ASAP”. Został wydany 8 kwietnia 2021 roku.
W pierwszym miesiącu single album sprzedał się w ponad 50 tys. egzemplarzy.

## Historia wydania
High Up Entertainment ogłosiło 24 marca 2021 roku, że STAYC powrócą po raz pierwszy 8 kwietnia z drugim single albumem. Podobnie jak w przypadku promocji poprzedniego single albumu Star To A Young Culture, po raz kolejny zdecydowano się ujawnić mieszankę krótkich kawałków śpiewanych a cappella. High Up Entertainment zapowiadając nowe wydawnictwo grupy opublikowało dwa zwiastuny na kontach w mediach społecznościowych w dniach 22 i 23 marca. W drugim zwiastunie ujawniono datę premiery i tytuł wydawnictwa. 25 marca pojawił się zwiastun konceptu jaki przyjęła grupa. Lista utworów z płyty została ujawniona następnego dnia, a utwór „ASAP” został ogłoszony jako główna piosenka. Na płycie znajdą się trzy nowe oryginalne piosenki oraz remiks ich debiutanckiego utworu „So Bad”. 5 kwietnia pojawiła się kolejna zapowiedź piosenki „ASAP”, natomiast dzień później pojawił się zwiastun do jej teledysku.

## Lista utworów
| CD | CD                                                | CD                             | CD                             | CD        | CD      |
| Nr | Tytuł utworu                                      | Tekst                          | Kompozycja                     | Aranżacja | Długość |
| -- | ------------------------------------------------- | ------------------------------ | ------------------------------ | --------- | ------- |
| 1. | „ASAP”                                            | Black Eyed Pilseung, Jeon Goon | Black Eyed Pilseung, Jeon Goon | Rado      | 3:15    |
| 2. | „So What”                                         | Black Eyed Pilseung, Jeon Goon | Black Eyed Pilseung, Jeon Goon | Rado      | 2:59    |
| 3. | „Love Fool” (kor. 사랑은 원래 이렇게 아픈 건가요) | Black Eyed Pilseung            | Black Eyed Pilseung            | Rado      | 3:38    |
| 4. | „So Bad” (Tak Remix)                              | Black Eyed Pilseung, Jeon Goon | Black Eyed Pilseung, Jeon Goon | Tak       | 3:05    |

## Notowania
| Lista                   | Najwyższa pozycja | Przy.  |
| ----------------------- | ----------------- | ------ |
| Korea Południowa (Gaon) | 9                 | [ 12 ] |

## Certyfikaty i sprzedaż
| Region           | Certyfikat | Sprzedaż | Przy.  |
| ---------------- | ---------- | -------- | ------ |
| Korea Południowa | —          | 85 858   | [ 13 ] |